# سوتان تانابا
سوتان تانابا (باليابانية: 田邉 草民) (6 أبريل 1990 في طوكيو في اليابان – )؛ هو لاعب كرة قدم ياباني سابق كان يلعب كلاعب وسط.

## وصلات خارجية
- سوتان تانابا على موقع رابطة كرة القدم اليابانية للمحترفين (اليابانية)
- سوتان تانابا على موقع إي إس بي إن إف سي (الإنجليزية)
- سوتان تانابا على موقع قاعدة بيانات كرة القدم.إي يو (الإنجليزية)
- سوتان تانابا على موقع Soccerbase.com (لاعب) (الإنجليزية)
- سوتان تانابا على موقع Soccerway.com (الإنجليزية)
- سوتان تانابا على موقع عالم كرة القدم.نت (الإنجليزية)
- سوتان تانابا على موقع كووورة
- سوتان تانابا على موقع AS.com (الإسبانية)